# Ufomammut

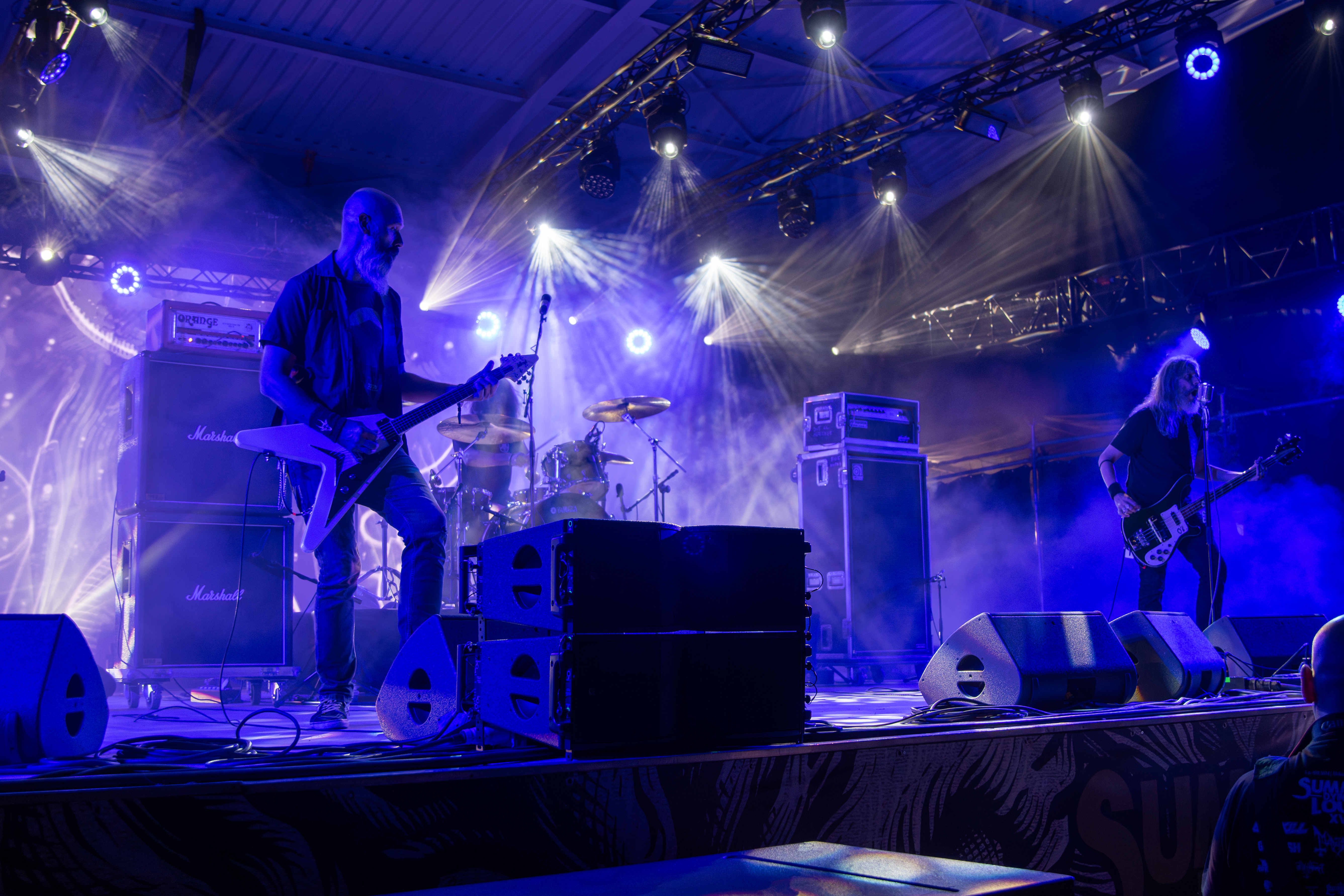
Ufomammut, Summer Dying Loud 2024

Ufomammut – włoska formacja muzyczna powstała w 1999 roku w (Tortona, Piemont). Inspiracją muzyczną dla tej grupy są dokonania muzyczne takich zespołów jak Kyuss, Neurosis, Pink Floyd, Monster Magnet, Blue Cheer czy też wczesny Black Sabbath. Ufommamut wykorzystuje w swych kompozycjach doom metal, sludge, industrial, drone i stoner rock. Brzmienia Ufomammuta kreuje nowy rodzaj muzyki łączący doom z psychedelią oraz trance z przemysłowym postrockiem.
Na swoim koncie zespół ma już 5 pełnych albumów. Ich debiutancki album Godlike Snake (2000) to mieszanka sludge metalu i space rocka, a także charakterystycznych riffów. Ich najnowszy krążek Idolum (2008) to kompozycja dużej dawki stoner/doom metalu.
Pierwsze dwa albumy zostały wydane w dwóch różnych wytwórniach fonograficznych, Beard of Stars i Music Cartel, zaś ostatnie trzy już w oficjalnej wytwórni Ufomammuta Supernatural Cat.

## Skład zespołu
- Urlo – gitara basowa, wokal, syntezatory, fx
- Poia – gitary, syntezatory, fx
- Vita – perkusja

## Dyskografia
- Satan (1999) demo
- Godlike Snake (2000) – Beard of Stars
- Snailking (2004) – Music Cartel
- Lucifer Songs (2006) – Supernatural Cat
- Supernaturals /Lent0 (2007) – Supernatural Cat (wspólny z Lent0)
- Idolum (2008) – Supernatural Cat
- Eve (2010) - Supernatural Cat
- Oro: Opus Primum (2012) - Neurot Recordings
- Oro: Opus Alter (2012) - Neurot Recordings
- Ecate (2015) - Neurot Recordings

### Wideografia
- Lucifer Songs (2005)